# حیات کارگر
حیات کارگر نام یکی از مطبوعات استان فارس در دوران پهلوی اول است.
این روزنامه از سال ۱۳۰۴ خورشیدی به وسیله علی عزمی، در شیراز به چاپ رسیده است.